# Чехословацька Республіка (1948—1960)
Чехословацька Республіка (чеськ. і словац. Československá republika) — офіційна назва Чехословаччини в період, що тривав з лютого 1948 року, коли відбувся Лютневий заколот і до влади прийшли комуністи, до 11 липня 1960 року, коли Національні збори прийняли нову конституцію, за якою країна почала йменуватись Чехословацькою Соціалістичною Республікою — ЧССР.

## Історія
Вузол геополітичних суперечностей, успадкований повоєнними соціалістичними урядами країн Центральної Європи, не міг бути розплутаний без принесення в жертву інтересів хоча б однієї з них. Такою 1948 року виявилася Федеративна Народна Республіка Югославія. У міжпартійному конфлікті між Сталіним і Тіто КПЧ чітко стала на позицію першого, що створило передумови поглиблення подальшої координації дій СРСР та ЧССР на міжнародній арені.
Першою такою вагомою акцією стало створення 1949 року РЕВ — міждержавної організації соціалістичних країн, спрямованої на координацію їхньої зовнішньоекономічної діяльності з використанням єдиних передумов планової економіки. Цей експеримент зі створення спільного ринку за участі держав, у яких фактично щойно було створено великий держсектор і не було ще завершено повоєнне відновлення, не мав прецедентів у світовій історії.
Клемент Готвальд помер 14 березня 1953 року — на 9-й день після смерті Сталіна (5 березня). Такий збіг у часі смерті глав двох держав створило на деякий час ситуацію, за якої система їхньої зовнішньополітичної взаємодії могла виявитись паралізованою. Проте внутрішня антикомуністична опозиція скористатись цим шансом не змогла. 1 червня 1953 року робітники заводів «Шкода» у місті Пльзень вийшли на демонстрацію проти грошової реформи. Хоча активісти організували захоплення ратуші та змогли спалити міський архів, міліція розсіяла натовп, після чого до міста на деякий час ввели так і не задіяну бронетехніку чеської армії.
14 травня 1955 року у відповідь на вступ ФРН в НАТО Чехословацька республіка разом із Народною Республікою Албанія, Народною республікою Болгарія, Угорською Народною Республікою, НДР, Польською Народною Республікою, Народною Республікою Румунія та СРСР виступила співзасновником організації військового союзу європейських соціалістичних країн — Варшавського договору.